# Allerums pastorat
Allerums pastorat är ett pastorat i Bjäre-Kulla kontrakt i Lunds stift i Svenska kyrkan.
Pastoratskoden är 071409 (var före 2020 071001).
Pastoratet omfattar sedan 2002 följande församlingar:
- Allerums församling
- Fleninge församling
- Välinge-Kattarps församling

för omfattning före 2002, se Allerums församling